# (612161) 2000 KK4
(612161) 2000 KK4 est un objet transneptunien de magnitude absolue 6,3.
Son diamètre est estimé à environ 300 km, ce qui le qualifie comme un candidat au statut de planète naine.